# Salsta slott
Salsta slott är ett barockslott som ligger vid Vattholma i Lena socken, Uppsala kommun, cirka 2,5 mil norr om Uppsala. Slottet ägs och förvaltas av Statens fastighetsverk och är sedan 1993 förklarat byggnadsminne som välbevarat barockslott och med tanke på platsens långa historia från tidig medeltid.

## Renässansslottet
Den tidigaste kända bosättningen i Salsta är en befäst gård från tidig medeltid och den första kända ägaren var Karl Gregersson som 1301 bytte bort Salsta till Abjörn Sixtensson (Sparre av Tofta). I samband med Ambjörns landsflykt verkar Salsta ha innehafts av hans svåger Filip Ulvson (Ulv) men återgick efter hans återkomst 1307 i Ambjörns ägo. Hertigarna Erik och Valdemar, vars drots Ambjörn var har daterat brev på Salsta. Efter hans död 1310 ärvdes Salsta troligen av Nils Abjörnsson (Sparre av Tofta), som daterat brev på Salsta. Salsta torde därefter ha ärvts av Nils Abjörnssons dotter Ingeborg, som andra gången var gift med Bengt Nilsson (Oxenstierna). Deras son Jöns Bengtsson (Oxenstierna) den äldre skriver sig till Salsta 1395 och 1396. Bengt Jönsson (Oxenstierna) skriver sig till Salsta 1428–1449, sonen Jöns Bengtsson (Oxenstierna) 1434 och 1442. Efter Bengt Jönssons död ärvs Salsta av sonen Kristiern Bengtsson (Oxenstierna) den äldre som skrev sig till Salsta 1452–1473. Kristiern och hans bror David Bengtsson som "riddare å Salsta". Efter Kristierns död ärvs Salsta av sonen Bengt Kristiernsson (Oxenstierna), sedan hans bröder Sten Kristiernsson och Hans Kröpelin den yngre avstått sina arvedelar i Salsta med underliggande gods i Tensta och Lena socknar. Bengt Kristernsson skrev sig till Salsta 1479–1481. Sten Kristiernsson (Oxenstierna) bodde på Salsta 1489–1516. Efter brytningen mellan Sten Kristiernsson (Oxenstierna) och Sten Sture den yngre intog Sten Stures fogdar Salsta 1516 och brände samtidigt gården. Efter Stens död innehades Salsta av hans änka Pernilla Nilsdotter (Sparre av Ellinge) som troligen ärvde gården efter sin son Jöns i början av 1520-talet. 1559 ärvdes Salsta av Ture Pedersson (Bielke), som var son till Pernillas syster Karin Nilsdotter.
Bielkes uppförde ett renässansslott i tre våningar på udden i dåvarande Salstasjön på den gamla gårdstomten och det finns avritat i Erik Dahlberghs Svecia antiqua et hodierna från 1670-talet som ett renässansslott i den äldre vasatidens stil.

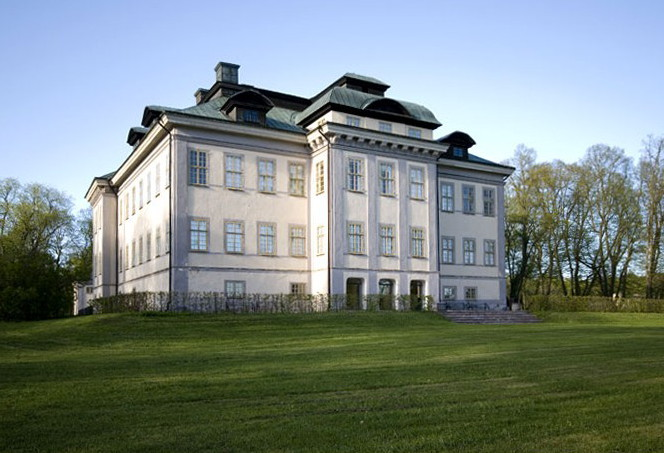
Salsta slott 2009

Salsta är ett av de stora medeltida frälsegodsen. Under många år ägde ätten Oxenstierna slottet och från 1500-talets mitt ägdes det av ätten Bielke. Här har det funnits flera borgar. Fram till 1700-talet var en del av Fyrisån segelbar. I det nuvarande slottet hör de äldsta murarna till ett tre våningar högt stenhus, som riksrådet Nils Bielke uppförde 1613, men som hans sonson med samma namn till delar rev när han 1670–1679 byggde upp det nuvarande slottet efter ritningar av Nicodemus Tessin den äldre och Mathias Spihler.
Den yngre Nils Bielke, greve, diplomat, krigare och kulturperson av internationella mått, byggde sitt slott med en renodling av den moderna franska rumsfördelningen. Det var ett av de första slotten i Sverige av den typen. Rumsfördelningen var uppdelad med slottsherrens och slottsfruns rumssviter på var sida om en centralt belägen sal, med trappan elegant sidoställd i vestibulen.

## Barockslottet
Det nuvarande barockslottet byggdes av greve Nils Bielke den yngre åren 1672–1678 efter ritningar av Mathias Spieler, en lärjunge till arkitekten Jean de la Vallée. Möjligen kan ett projekt av Nicodemus Tessin d.ä. ha använts. I slutet av byggnadstiden, på 1690-talet, var även Johann Friedrich Eosander von Göthe, en svensk-tysk militär och arkitekt, inkopplad. Han hade börjat sin verksamhet i Nils Bielkes tjänst vid dennes gods Kabelwich utanför Stettin i Vorpommern (nuvarande Szczecin i Polen). Eosander är även känd för sina senare arbeten på bland annat Berlins stadsslott, slottet Monbijou och Charlottenburgs slott i Berlin.

### Interiör
Salsta är byggt av sten och tegel i två våningar i öppen fyrkant, förutom källarvåningen. Slottsbyggnaden har en lägre markvåning med två framskjutande hörnpaviljonger och två fristående flyglar mot trädgårdssidan. Byggnaden har omkring 35 rum. Den höga sockelvåningen rymmer vackert välvda rum för kök och andra ekonomiutrymmen. Där finns också en sal i direkt kontakt med trädgården.
Bottenvåningen inreddes 1682, men möblerades fyra år senare. Där finns en serie vävspända tak med målningar i gråa nyanser, som efterliknar stuck. I grevens sängkammare är alkoven gestaltad med förgyllda kolonner.
Först omkring år 1700 blev övervåningen färdig. Stora salen höjer sig med sina högt placerade fönster över huset i övrigt och har en höjd på sju meter. Den ursprungliga gyllenläderstapeten i mörkt rött och guld med inslag av textilludd finns här ännu. På övervåningen finns spetsbågiga valvkappor och takstuckaturer av Giuseppe Marchi. I riddarsalen och i det Bielkeska brudgemaket på Salsta slott utförde Marchi takstuckaturer för greve Nils Bielke. Dessa stuckaturer överensstämmer med motsvarigheterna i Karl XI:s galleri på Stockholms slott, där rummets innertak är försett med takmålningar och skulpterad dekor av Jacques Foucquet den yngre och René Chauveau. Förebilden till takstuckaturen är den berömda spegelsalen i slottet i Versailles. I den östra rumssviten ligger Isabellkammaren, nuvarande Drottningrummet. I rummet finns fransktillverkade dörrfoder i päronträ, som ännu är omålade, samt ursprungliga tapeter av isabellfärgad, det vill säga ljust gulgrå, damast. Här finns också ovala porträtt av franska, engelska och spanska drottningar. I rummet finns även det mesta av ett förgyllt möblemang, som Nils Bielke inköpte i Paris 1680. Sängen är dock omgjord till en vilsoffa.
De flesta av slottets dörrar och paneler är från 1760-talet, då arkitekten Jean Eric Rehn utförde arbeten för ätten Brahe, som då ärvt godset. Då tillkom inredningen i stora salen i bottenvåningen. Stora salen kallas Kungssalen efter ryttarporträttet av de karolinska kungarna målat av David Klöcker Ehrenstrahl. Från Magnus Brahes tid kring 1830 finns det en fin serie inredningar i empire kvar. Magnus Brahe blev Riddare och kommendör av Kungl. Majt:s Orden år 1827. Under 1800-talet har annars förändringarna främst inneburit att man gjort om den stora salen i övre våningen till en riddarsal med gyllenläderstapeter överhängda med släktporträtt, som tidigare varit spridda i huset.

### Exteriör
Fasaderna är putsade och avfärgade i beige med grå lisener (pilastrar) med mera. Lisenerna är smala, enkla framspringande pilastrar som inom den romanska byggnadskonsten används för att pryda och indela fasadernas ytor, de är svagt utskjutande väggpelare som är kolonnmässigt formad med bas och kapitäl.
Huvudbyggnaden har ett kupoltäckt mittparti, kraftfulla taklister, utvändig dubbeltrappa och utskjutande flyglar. Borggården avgränsas av de kubiska hörnpaviljongerna. Den centrala byggnadskroppen har säteritak, som en vanlig takform i Sverige under stormaktstiden från 1600-talet och framåt på herrgårds- och slottsbyggnader. Trapphuset en karnissvängd huv och flyglarna valmtak, allt täckt med plåt. Slottet påbörjades på 1670-talet med Nils Bielke som byggherre och Mathias Spihler som ansvarig arkitekt. Spihler följde dock Nicodemus Tessin d.ä:s intentioner. Delar av en äldre huvudbyggnad från 1613 som i sin tur kan ha innehållit medeltida delar ingår. Exteriören har inte undergått några större förändringar sedan byggnadstiden.

### Bilder

Salsta slott mot söder, ur Suecia Antiqua et Hodierna. Graverad av Willem Swidde. (1693)
Salsta slott mot borggården - Suecia Antiqua et Hodierna
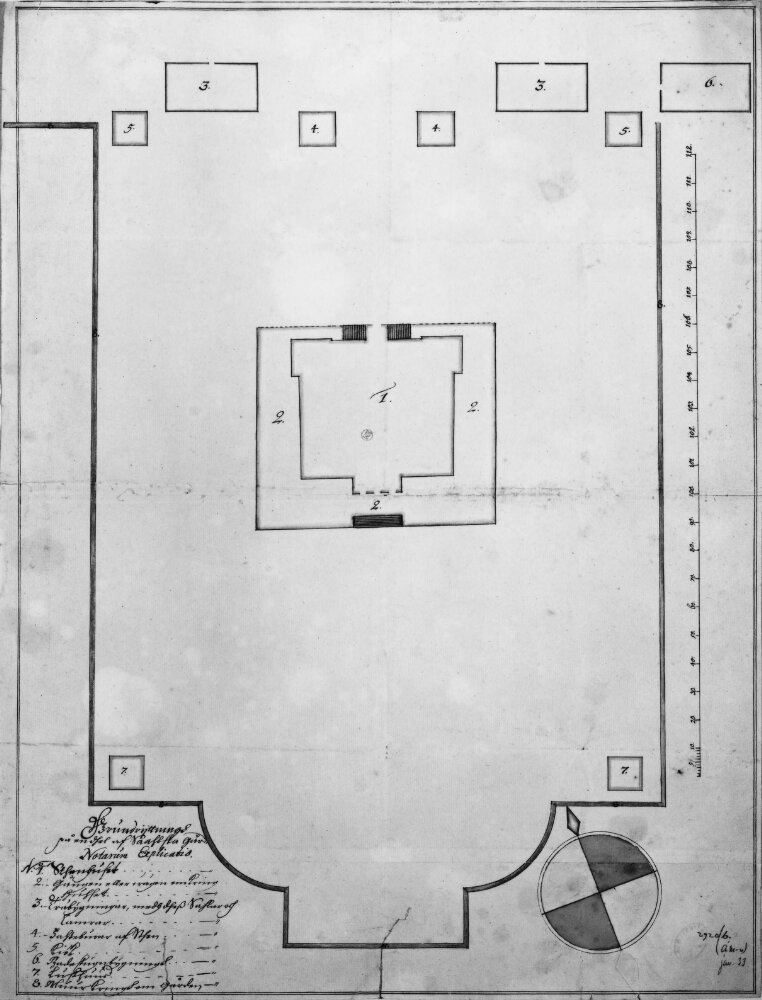
Mathias Spielers generalplan över Salsta slot, från ca 1670. (Nationalmuseum)
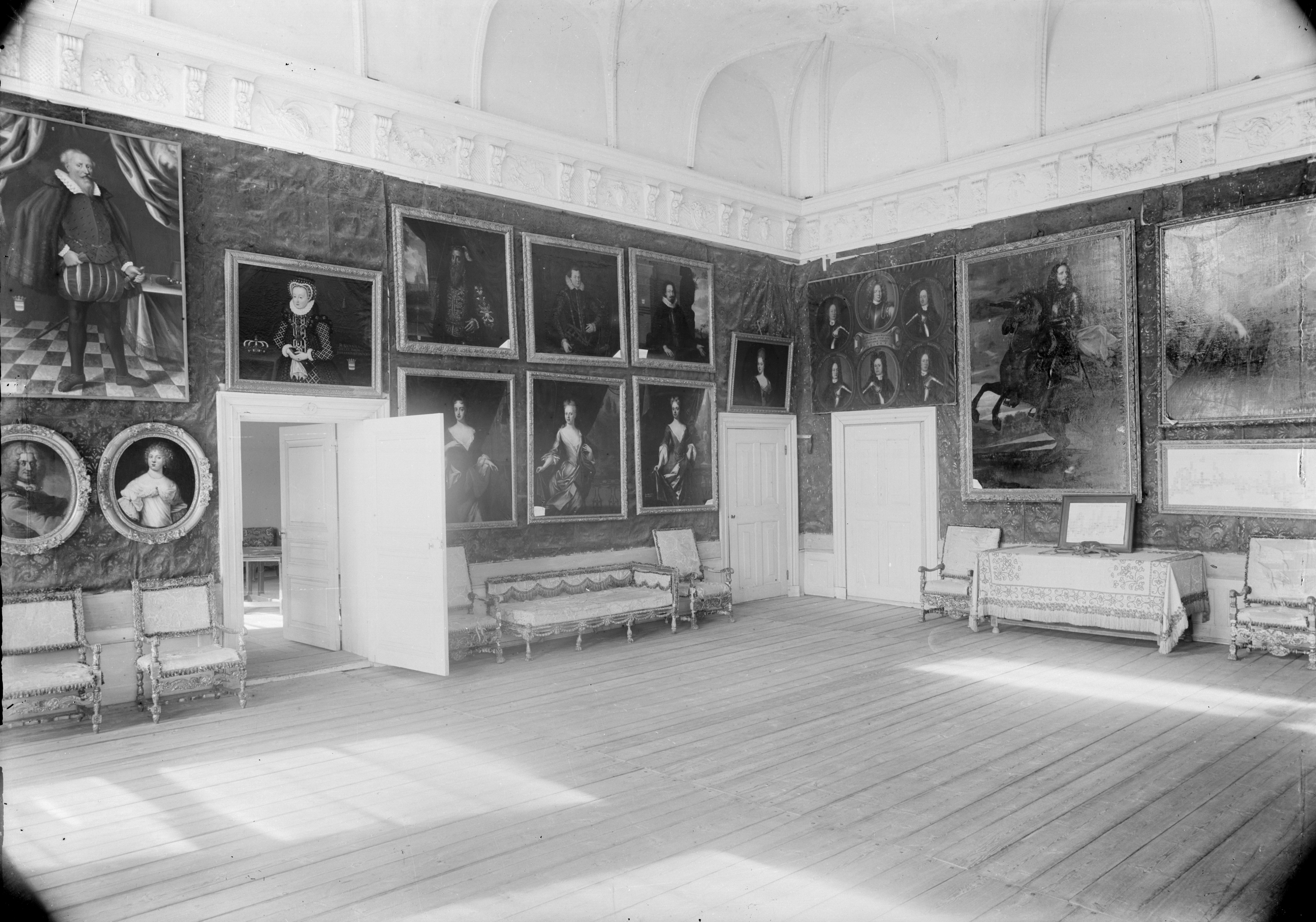
Salsta slott, riddarsalen, stuckaturer av Giuseppe Marchi, 1897
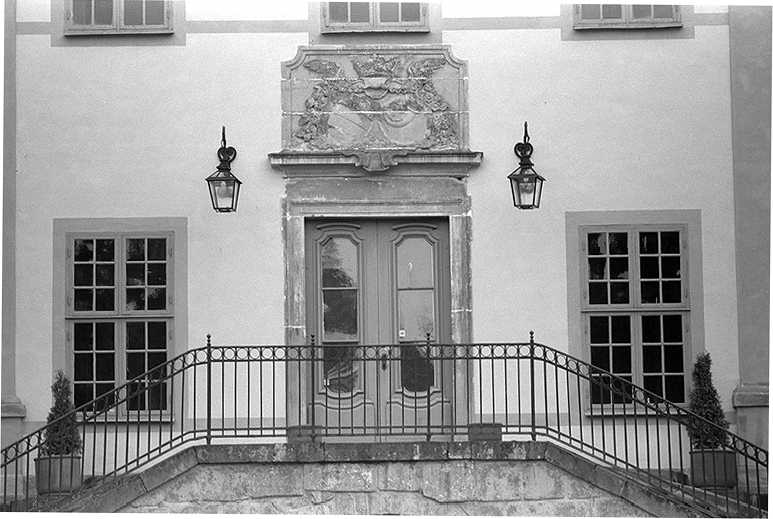
Slottsportalen från slutet av 1600-talet.
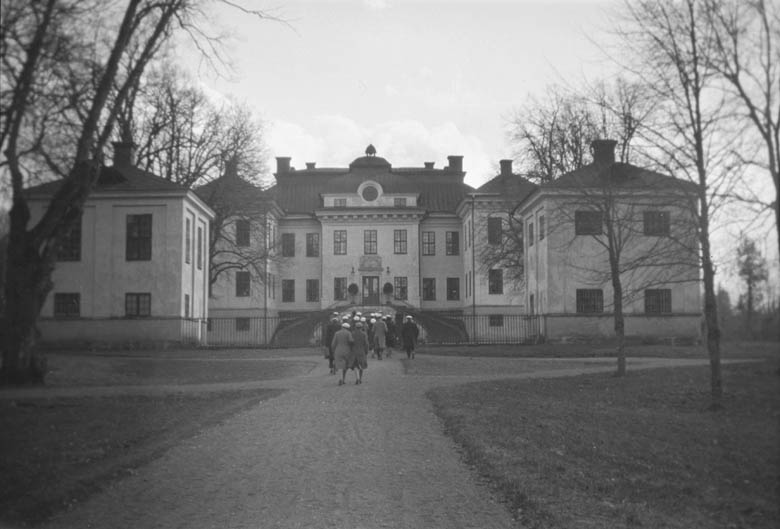
Salsta slott 1927
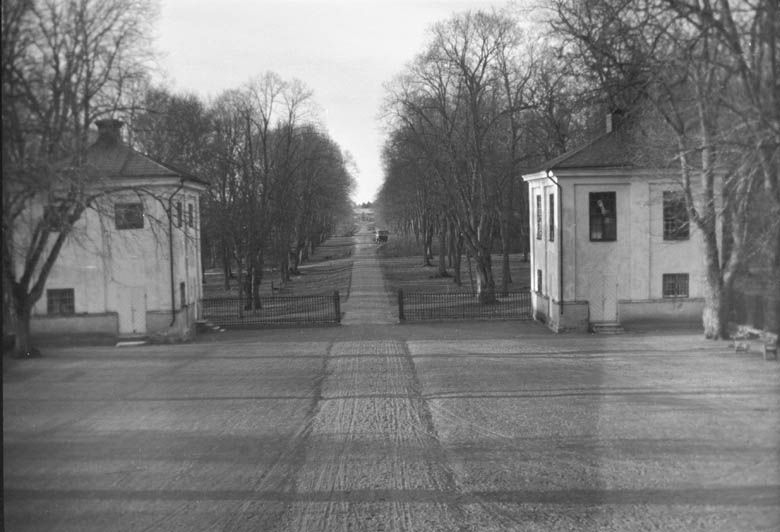
Mot allén 1927

## Slottskapellet
I övre våningens nordvästra del ligger det enkelt utstyrda slottskapellet från tiden omkring 1711, en av slottets bäst bibehållna barocka interiörer. Nils Bielke var inspirerad av den franska barocken och slottet byggdes med barockslottet Vaux-le-Vicomte som förebild som så många andra barockslott i Europa. Slottskyrkan inrättades sålunda i västra flygeln. Kyrkan är rikt skulpterad och förgylld. Orgeln är utformad på samma sätt som predikstolen på andra sidan om altaret.

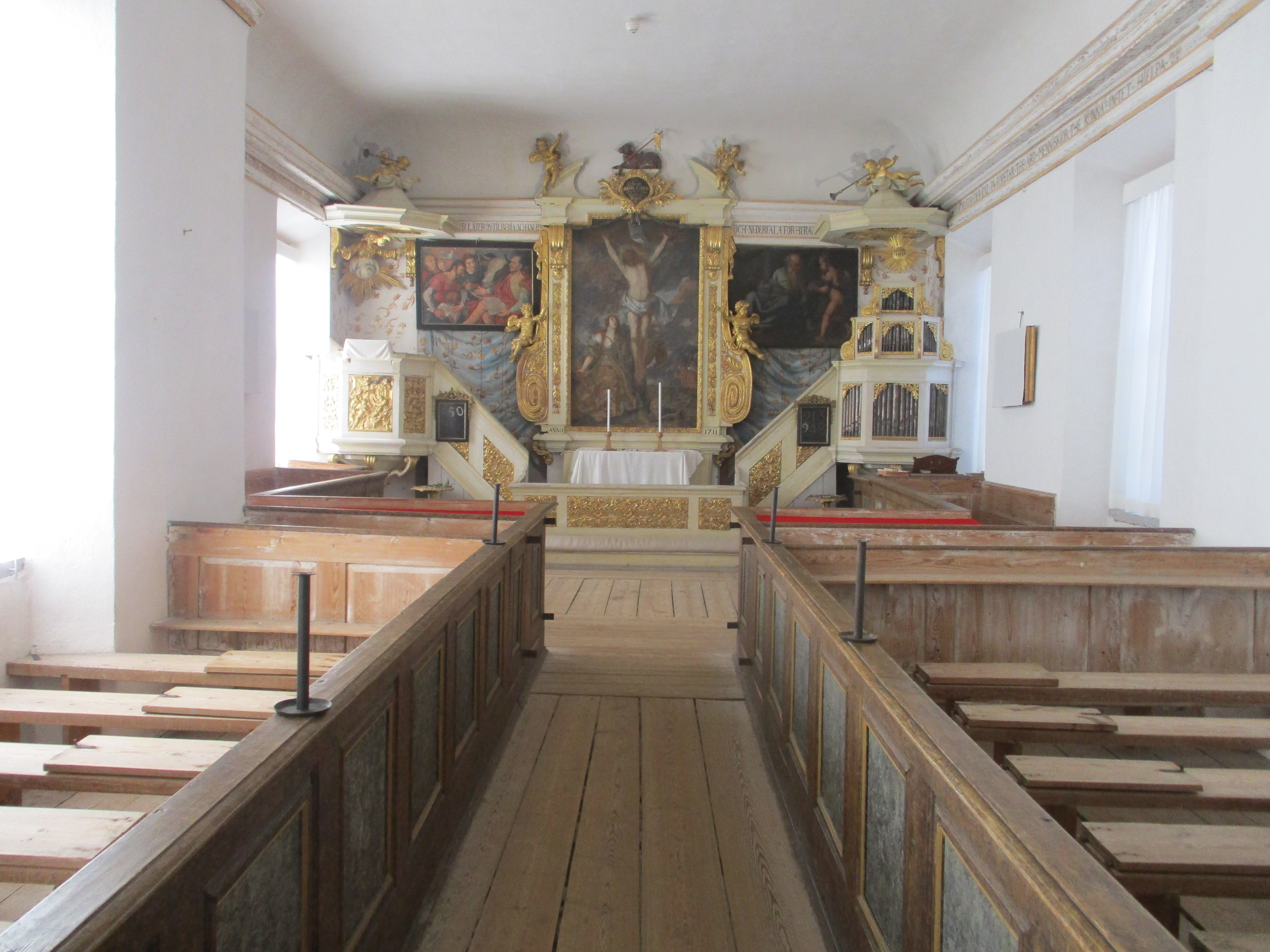
Interiör i Salsta slottskapell inrett i barock, vy mot nord med koret, predikstolen, altaruppsatsen och orgeln.
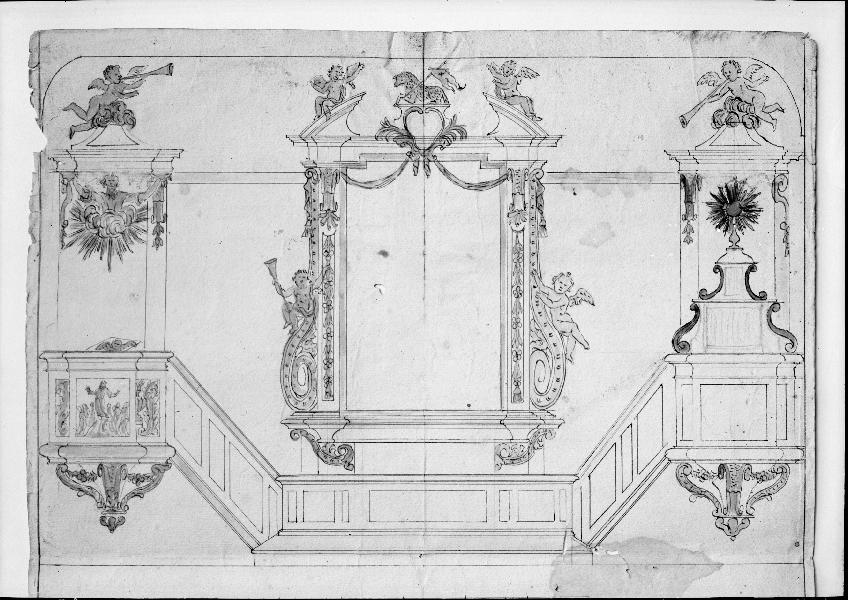
Planritning för Salsta slottskapell, koret mot nord med predikstol, altaruppsats och orgel. Christoffer Eichhorns samling, Kungliga biblioteket.

## Slottsträdgården
Nils Bielke lät också anlägga en barockträdgård enligt samma franska mönster, strikt och symmetrisk. Trädgården omgavs av en lindallé, som ännu finns kvar, i övrigt finns bara några får spår av den ursprungliga trädgården. I södra delen av slottsparken finns en större sten, som ser ut som en runsten men som är av senare datum än vikingatiden. Det mesta tyder på att den lät huggas 1745 av dåvarande ägaren Carl Gustaf Bielke.

Trädgårdarna vid Salsta 1711. (Lantmäteriet)

## Byggnader på området
Ett timrat sädesmagasin och resterna av Nils Bielkes märkliga långa stall, bibliotek och rustkammare ligger vid den långa lindallén. I rustkammaren hade hästarna en gång golv av marmor och vattenhoar av sandsten. Böckerna flyttades, som ovan nämnts, redan på 1700-talet till Skoklosters slott.

## Förändringar under 1800-talet
När greve Erik Brahe (1722–1756) vid 1700-talets mitt blev slottets ägare, fördes dess värdefulla bibliotek och dyrbara rustkammare till större delen till Skokloster. Hans son Magnus Fredrik Brahe (1756–1826), som föddes tre månader efter sin fars, Erik Brahes död, lät i slutet på 1700-talet genomföra renoveringar av slottet. Magnus Fredrik Brahes son var Magnus Brahes (1790-1844) och från hans tid på Salsta kring kring 1830 finns det en fin serie inredningar i empire kvar. Magnus Brahe blev Riddare och kommendör av Kungl. Majt:s Orden år 1827. Han lät bygga den svängda yttertrappan och moderniserade inredningen i huvudvåningen med bland annat moderna kakelugnar. Under 1800-talet har annars förändringarna främst inneburit att man gjort om den stora salen i övre våningen till en riddarsal med gyllenläderstapeter överhängda med släktporträtt,som tidigare varit spridda i huset. 1875 försvann större delen av slottets 1600-talsutstyrsel med möblemang och porträtt som skingrades på auktion.

## Förändringar under 1900-talet
I samband med en skogsaffär kom Salsta i statens ägo. Slottet ägs och förvaltas sedan 1991 av Statens fastighetsverk. Innan dess var Salsta bebott av familjen von Essen till 1976. Fastighetsverket genomförde en försiktig restaurering och upplät bottenvåningen till en golfklubb.

## Tensta kyrka och Lena kyrka

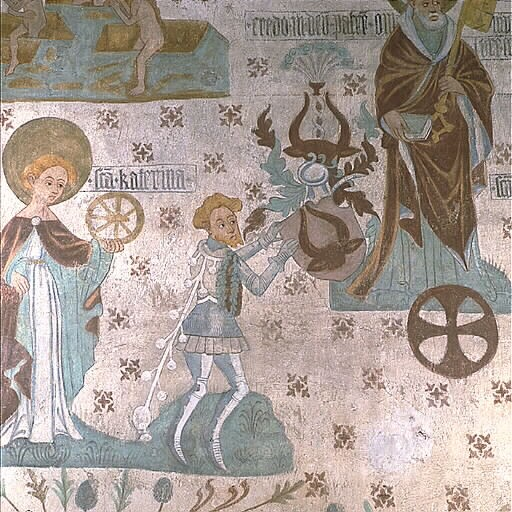
Kalkmålning i Tensta kyrka i Uppland föreställande riddaren Bengt Jönsson (Oxenstierna) (född ca 1395, död 1450) av kyrkomålaren Johannes Rosenrod, signerade 1437.

Tensta kyrka i Uppland är sedan gammalt Salstaherrarnas gravkyrka. På korets norra vägg finns Johannes Rosenrods berömda kalkmålningar av riksföreståndaren Jöns Bengtsson (Oxenstierna) den äldre. Han ägde Salsta på 1430- och 1440-talen. Den medeltida kyrkomålaren Johannes Rosenrod, som var verksam i mitten av 1400-talet, målade och signerade sina kalkmålningar i Tensta kyrka, Uppland 1437. Målningarna var beställda av Bengt Jönsson (Oxenstierna) på Salsta. Målningarna är omfattande i storlek och tar upp all yta i kyrkans långhus och kor. Målningen har sitt tema i skapelsehistorien och har liten anknytning till äldre muralmåleri i Sverige. Bengt Jönssons sätesgård var Salsta i Lena socken i Norunda härad, Uppland. Han gjorde stora donationer till Tensta kyrka och finns därför avbildad på kyrkväggen i form av ett så kallat donatorsporträtt, vilket i likhet med cirka 60 % av resten av kyrkans målningar, är målat av Johannes Rosenrod.
Nils Bielkes gravkor byggdes dock vid Lena kyrka i Uppland år 1718 av hans änka Eva Horn, som en utbyggnad av koret med sirlig barockkupol. 1717 uppfördes ett gravkor vid östra sidan för ätten Bielke som kallas Salstakoret. En stor del av östra väggen revs vid bygget av gravkoret. Samtidigt vitputsades kyrkans ytterväggar, med följd att tegelorneringar doldes. Åren 1961–1963 genomfördes en restaurering efter ritningar av arkitekt Jörgen Fåk då kyrkorummets medeltida karaktär återställdes. Ingången till Salstakoret gjordes osynligt från långhuset. Alltsedan 1717 hade man haft fri sikt in till gravkoret som skiljdes från kyrkorummet med ett galler av järnsmide. Östra korväggen, som genombröts vid bygget av Salstakoret, hade tidigare en trefönstergrupp, upptill krönt med två små rundfönster och alltsammans omslutet av en svagt spetsbågig nisch. Detta arrangemang återställdes, fast med igenmurade fönsteröppningar.

## Ägarskap
Den förste säkert kände ägaren till Salsta var Birger jarls sonson Karl Gregersson (Bjälboättens oäkta gren), som 1301 bytte det mot södra Ljusterö till Abjörn Sixtensson (Sparre).
År 1301 stadfäste kung Birger Magnusson ett byte av jord mellan Abjörn Sixtensson och Karl Gregersson:
| ”                                                                  | Kung Birger av Sverige kungör att herr Abjörn Sixtensson och Karl Gregersson i hans närvaro gjort ett egendomsbyte, varvid herr Abjörn tilldelade Karl ön "sydhralustra" (Södra Ljustran på Värmdö), vilken kungen givit Abjörn, med tillägor och i utbyte av denne fick ett gods i Salsta (Tensta socken, Norunda härad), med tillägor på villkor, att om avkastningen av nämnda ö överstiger avkastningen från godset i Salsta, så måste Karl ersätta mellanskillnaden åt herr Abjörn med annan avkastning i Norunda härad eller tvärtom, ifall godset i Salsta ger mer avkastning än ön. Alltså godkänner och stadfäster kungen detta byte. Sigillanter är utfärdaren, hans bror hertig E(rik), hans marsk Th(orkel) samt kontrahenterna Abjörn och Karl. | „ |
| – av Svenskt Diplomatarium SDHK-nr: 1932 , 1301-01-05, Riksarkivet | |   |

Redan 1304 bytte han bort det till sin svåger riddaren Filip Ulfsson (Ulv) mot gods på Själland i samband med att han tvingades i landsflykt. Abjörns son, riddaren Nils Abjörnsson (Sparre), bytte 1343 till sig Vattholma kvarn, som sedan den tiden verkar ha hört samman med Salsta gods. Efter Nils död 1359 ärvdes Salsta av hans dotter Ingeborg, andra gången gift med Bengt Nilsson (Oxenstierna). Deras son Jöns Bengtsson (Oxenstierna) den äldre skrev sig till Salsta 1395 och 1396. Bengt Jönsson (Oxenstierna) skrev sig till Salsta 1428–1449. Sonen Jöns Bengtsson (Oxenstierna) skrev sig till Salsta 1434 och 1442. Efter Bengts död övertog sonen Kristiern Bengtsson (Oxenstierna) den äldre som skrev sig till Salsta 1452–1473. 1463 nämns Kristiern och hans broder David som "riddare på Salsta". Efter Kristierns död ärvs Salsta av sonen Bengt Kristiernsson (Oxenstierna), sedan bröderna Hans Kröpelin och Sten Kristiernsson i Salsta med underlydande gårdar i Tensta och Lena socknar. Bengt skrev sig till Salsta 1479–1481. Efter hans död beboddes Salsta av broder Sten Kristiernsson 1489–1516, och innehades därefter av hans änka Pernilla Nilsdotter (Sparre av Ellinge). Det ärvdes 1559 av Ture Pedersson Bielke, som var son till Pernillas syster Karin Nilsdotter.
Salsta förblev i ätten Bielkes ägo till 1756, då det köptes av översten greve Erik Brahe, som gift sig med Nils Bielke den yngres sondotters dotter. Hans ättlingar bildade 1873 Vattholma bruks aktiebolag av Salsta och Vattholma, många underlydande gårdar samt Länna masugn. År 1904 upplöstes bolaget, varvid Vattholma bruk och Länna masugn lades ned. Andelar i Dannemora gruvor och andra delar av godset såldes och Salsta och Vattholma övergick till excellensen friherre Fredrik von Essen. Släkten von Essen sålde 1976 egendomen till Domänverket. Det fullständiga ägar- och släktförhållandena finns här. År 1993 blev Salsta slott statligt byggnadsminne. Statens fastighetsverk förvaltar Salsta sedan 1996. Statens fastighetsverk hyr sedan april 2020 ut Salsta slott till ett privat företag som bland annat arrangerar konserter, teatrar, historiska middagar, mordgåtor mm.

## Ägarlängd
- Karl Gregersson till Salsta (Bjälboättens oäkta gren) (död 1301);
- Abjörn Sixtensson (Sparre av Tofta) (död 1310);
- Filip Ulfsson (Ulv), ägare till Salsta till 1304;
- Nils Abjörnsson (Sparre) (död 1359), son till Abjörn Sixtensson och Ingeborg Ulfsdotter (Ulv), riddare, riksråd, drots, lagman; Han var Sveriges riksdrots från 1288. Han ägde även Ängsö slott i Västmanland och Godegårds gård i Östergötland.
- Ingeborg Nilsdotter (Sparre) (död mellan 1370 och 1377), dotter till Nils Abjörnsson (Sparre) och hennes andra make Bengt Nilsson (Oxenstierna) (1330-1372); Ingeborg Nilsdotter Sparre var gift första gången med Sten Turesson (Bielke) död 1350, riksråd, riddare; Nils Torstensson blev far till Bengt Nilsson, som gifte sig med marsken Sten Turessons d.ä.:s änka Ingeborg Nilsdotter (Sparre). Ingeborg Nilsdotter Sparre var enda dotter till Nils Abjörnsson (Sparre), och genom detta giftermål kom släkten i besittning av Ängsö, och Bengt Nilsson (Oxenstierna) lyckades även bli både riddare och riksråd, och förde därmed upp ätten i högadelns krets.
- Jöns Bengtsson (Oxenstierna) d.ä. (död någon gång 1396–1399), son till riksrådet Bengt Nilsson (Oxenstierna); far till Nils Jönsson (Oxenstierna) och Bengt Jönsson (Oxenstierna), båda riksråd och ägare till Salsta slott i Tensta socken; Jöns Bengtsson (Oxenstierna) d.y., latin: Johannes Benedicti de Salista (född omkring 1417, död den 15 december 1467 på Öland), ärkebiskop, riksföreståndare;
- Bengt Jönsson (Oxenstierna) (född 1390-talet, död 1450), riddare, riksråd, lagman;
- Kristiern Bengtsson (Oxenstierna) den äldre (född omkring 1425 och död någon gång 1473–1476), riddare, riksråd, son till Bengt Jönsson (Oxenstierna) och Kristina Kristiernsdotter (Vasa); Kristiern Bengtsson (Oxenstierna) var far till riksråden Sten Kristiernsson (Oxenstierna) och Bengt Kristiernsson (Oxenstierna).
- Hans Kröpelin (Oxenstierna) och Sten Kristiernsson (Oxenstierna) (död 1516), riddare och riksråd; Sten Kristiernsson (Oxenstierna) gift med Pernilla Sparre av Ellinge;
- 1516 Pernilla Nilsdotter (Oxenstierna); gift med Sten Kristiernsson (Oxenstierna), född Pernilla Nilsdotter (Sparre av Ellinge) 30 augusti 1503 i Västervik; hon överlevde maken med nästan 40 år;
- 1559 Ture Pedersson (Bielke) (1514–1577), riksråd; son till Peder Turesson (Bielke);
- 1873 Vattholma bruks aktiebolag (Salsta-Wattholma tegelbruk) ;
- Fredrik von Essen (1831–1921), friherre, riksmarskalk, finansminister, riksdagsman;
- 1976 Domänverket,
- 1996– Statens fastighetsverk.

## Populärkultur
Salsta slott användes som inspelningsplats för ett avsnitt i SVT-serien Historieätarna, avsnittet om Stormaktstiden, som sändes i november 2012. 
TV4:s situationskomedi Familjen Holstein-Gottorp, som visades 2013, spelades in på Salsta.
SVT-serien Historien om Sverige har hela sju scener från slottet i 1700-talsavsnittet, och även en scen i 1500-talsavsnittet.  
Slottet användes 2020 som inspelningsplats för Dplay-serien Hide and seek, producerad av Joakim Lundell.